# Pegasus
「Pegasus」（ペガサス）は、布袋寅泰が2021年6月30日にリリースした38枚目のシングル。

## 解説
前作「202X」以来2年6カ月ぶりにリリースされた、デビュー40周年記念作品であり、表題曲「Pegasus」の他、「10年前の今日のこと」、RIZINのテーマソング「D.O.F. (Death or fight)」、坂本九の名曲「上を向いて歩こう」など全4曲を収録している。
映像作品『40th ANNIVERSARY Live "Message From Budokan"』と同時発売された。
初回生産限定盤には、2021年1月30・31日に日本武道館で開催した40周年アニバーサリー公演『40th ANNIVERSARY Live "Message From Budokan"』から29曲を収録した2枚組のCDが付属している。
本作のリリースを記念し、本作発売日の6月30日に公式YouTubeチャンネルにて、オンラインイベントを開催した。

## 収録曲

### CD
（全作詞・作曲（特記以外）：布袋寅泰）
1. Pegasus [5:00]
6月23日に先行配信リリース及び、ミュージック・ビデオがプレミア公開された[9][10][11]。
ミュージック・ビデオは大澤健太郎が監督を務めており、笠松将が主演している[11][12]。また、6月26日にはミュージック・ビデオのメイキング映像が公開された[12]。
2. 10年前の今日のこと [5:00]
7月7日に、ミュージック・ビデオが公開され、布袋自身が監督、撮影、編集など全ての工程を担当した、初の完全セルフメイドによる映像作品となっている[13]。
3. 上を向いて歩こう (Instrumental) [3:53]
  - 作曲：中村八大

坂本九の楽曲のカバーであり、ギターインストゥルメンタルアレンジでカバーされている[2][3]。
4. D.O.F. (Death or fight) [3:57]
RIZINのテーマソングとして書き下ろされた楽曲[2][3][4][5][6]。

### CD（初回限定盤のみ）

#### DISC 1『～とどけ。Day1（Memories）～』
1. Dreamin'
2. B・Blue
3. BE MY BABY
4. RAMBLING MAN
5. Marionette
6. DANCING IN THE PLEASURE LAND
7. WELCOME TO THE TWILIGHT
8. 1990
9. C'MON EVERYBODY
10. WORKING MAN
11. TEENAGE EMOTION
12. NO.NEW YORK
13. ホンキー・トンキー・クレイジー
14. GOOD SAVAGE
15. 恋をとめないで
16. FLY INTO YOUR DREAM

#### DISC 2『～とどけ。Day2（Adventures）～』
1. バンビーナ
2. さらば青春の光
3. RUSSIAN ROULETTE
4. YOU
5. GUITARHYTHM
6. PROMISE
7. LONELY★WILD
8. Dangerous feat. 吉井和哉
9. POISON
10. サレンダー
11. MERRY-GO-ROUND
12. ヒトコト
13. GLORIOUS DAYS